# Phaenocarpa areolata
Phaenocarpa areolata är en stekelart som beskrevs av Van Achterberg 2003. Phaenocarpa areolata ingår i släktet Phaenocarpa och familjen bracksteklar. Inga underarter finns listade i Catalogue of Life.